# Val-d’Arguenon
Val-d’Arguenon község Franciaország Bretagne régiójában, Côtes-d’Armor megyében. Új községként 2025. január 1-jén jött létre két korábbi község: Pléven és Pluduno egyesítésével. Lakosainak száma 2814 fő (2022. január 1.).

## Népesség
| 2021 | 2 818 |
| 2022 | 2 814 |